# Chenopodium jenissejense
Chenopodium jenissejense là loài thực vật có hoa thuộc họ Dền. Loài này được Aellen & Iljin mô tả khoa học đầu tiên năm 1936.